# Dagmar Schellenberger
Dagmar Schellenberger (* 8. Juni 1958 in Oschatz) ist eine deutsche Opern-, Operetten-, Musical-, Lied- und Konzertsängerin (Sopran). Von 2013 bis 2017 war sie Intendantin und künstlerische Leiterin der Seefestspiele Mörbisch.

## Leben
Schellenberger studierte Gesang an der Hochschule für Musik Dresden bei Ilse Hahn. Noch als Studentin gewann sie den Internationalen Antonín-Dvořák-Wettbewerb in Karlsbad. Dies war der Beginn ihrer Karriere. Im Jahre 1983 begann ihre Theaterlaufbahn am Landestheater Altenburg in Thüringen als Ännchen im Freischütz in der Regie von Peter Konwitschny. Noch als Studentin gab sie ihr Debüt als Xenia in Boris Godunow an der Komischen Oper Berlin, der sie bis 1997 als Ensemblemitglied angehörte. Dort sang sie zu Beginn ihrer Laufbahn in einer Reihe von Inszenierungen Harry Kupfers hauptsächlich Partien von Mozart oder Georg Friedrich Händel, später gehörten zu ihrem Repertoire Werke von Richard Wagner und Richard Strauss. Von 2006 bis 2009 war sie Ensemblemitglied an der Deutschen Oper am Rhein.
Die Künstlerin sang an vielen großen nationalen und internationalen Musikbühnen, beispielsweise in Dresden, München, Frankfurt, Hamburg, Zürich, New York, Mailand, Brüssel, Rom, Jerusalem und Tokio. Dabei arbeitete sie mit Dirigenten wie Pierre Boulez, Yakov Kreizberg, Kurt Masur, Riccardo Muti, Rolf Reuter, Christian Thielemann und Franz Welser-Möst zusammen.
Schellenberger trat auch in vielen Operetten auf. So debütierte sie 2003 am Opernhaus Zürich als Hanna Glawari in Die lustige Witwe und sang ein Jahr später bei den  Seefestspielen Mörbisch die Gräfin Mariza.
Die Kammersängerin war von 2013 bis 2017 Intendantin der Seefestspiele Mörbisch. Ihr folgte mit der Saison 2018 Peter Edelmann nach.
Schellenberger ist Jurymitglied in verschiedenen nationalen und internationalen Gesangswettbewerben. Von 2006 bis 2012 hatte sie eine Gastprofessur für Gesang an der Universität der Künste Berlin.

## Repertoire (Auswahl)
- Xenia in Boris Godunow
- Arianna in Giustino
- Pamina in Die Zauberflöte
- Susanna und Gräfin in Die Hochzeit des Figaro
- Olympia, Giulietta, Antonia, Stella in Hoffmanns Erzählungen
- Fiordiligi in Così fan tutte
- Agathe und Ännchen in Der Freischütz
- Donna Anna und Donna Elvira in Don Giovanni
- Rosalinde in Die Fledermaus
- Elisabeth in Tannhäuser
- Eva in Die Meistersinger von Nürnberg
- Gräfin in Capriccio
- Marschallin in Der Rosenkavalier
- Iduna in Das Feuerwerk

## Diskografie (Auswahl)
- Mozart-Arien, 1993
- Wiegenlieder, 1994
- Eugen d’Albert Die Toten Augen 1999
- Robert Stolz Blumenlieder, 2000
- Wilhelm Kienzl Lieder, 2002
- Gräfin Mariza, 2004
- Die Königskinder, 2005
- Der Heidenkönig, 2005
- Franz Lehár Zigeunerliebe

## Auszeichnungen
1987 Kunstpreis der DDR